# Mantra-Rock Dance

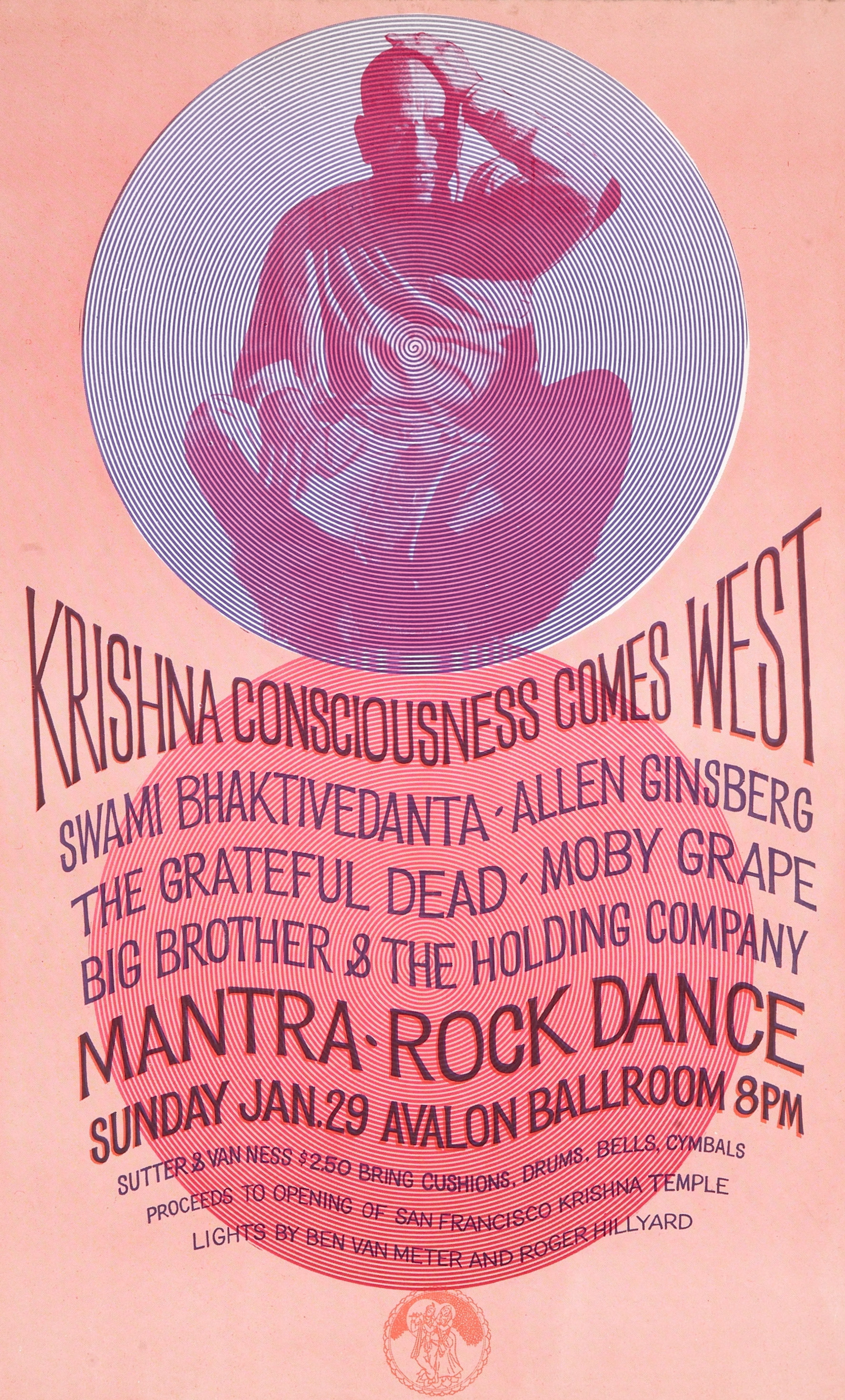
Póster del Mantra-Rock Dance obra de Harvey W. Cohen (creado en diciembre de 1966).

Mantra-Rock Dance fue un evento de contracultura musical llevado a cabo el 29 de enero de 1967 en el salón de baile Avalon en San Francisco (California), Estados Unidos. Fue organizado por seguidores de la Asociación Internacional para la Conciencia de Krishna (ISKCON) como una oportunidad para que su fundador, Bhaktivedanta Swami Prabhupada, pudiera dirigirse a un público más amplio. Se considera como un evento promocional y de caridad para su primer centro en la Costa Oeste de los Estados Unidos.
En el Mantra-Rock Dance se presentaron algunos de los grupos de rock californianos más importantes de la época como: Grateful Dead; Big Brother and the Holding Company, con Janis Joplin; y Moby Grape, relativamente poco conocidos en esa época. Las bandas acordaron encontrarse con Prabhupada y tocar gratis. Las ganancias se donaron al templo Hare Krishna de la zona. La participación de los líderes contraculturales aumentó considerablemente la popularidad del evento. Entre algunos de los líderes se encontraba el poeta Allen Ginsberg, quien dirigió el canto del mantra Hare Krishna en el escenario junto con Prabhupada y los promotores del LSD Timothy Leary y Augustus Owsley Stanley III.
El concierto de Mantra-Rock Dance se llamó "the ultimate high" o en español: "el máximo vuelo" y fue considerado "el evento espiritual más importante de la era hippie en San Francisco." Este generó una buena exposición por parte de los medios para Prabhupada y sus seguidores Además, hizo que el movimiento Hare Krishna recibiera más atención del público estadounidense. El 40° aniversario de Mantra-Rock Dance fue conmemorado en 2007 en Berkeley (California).

## Antecedentes

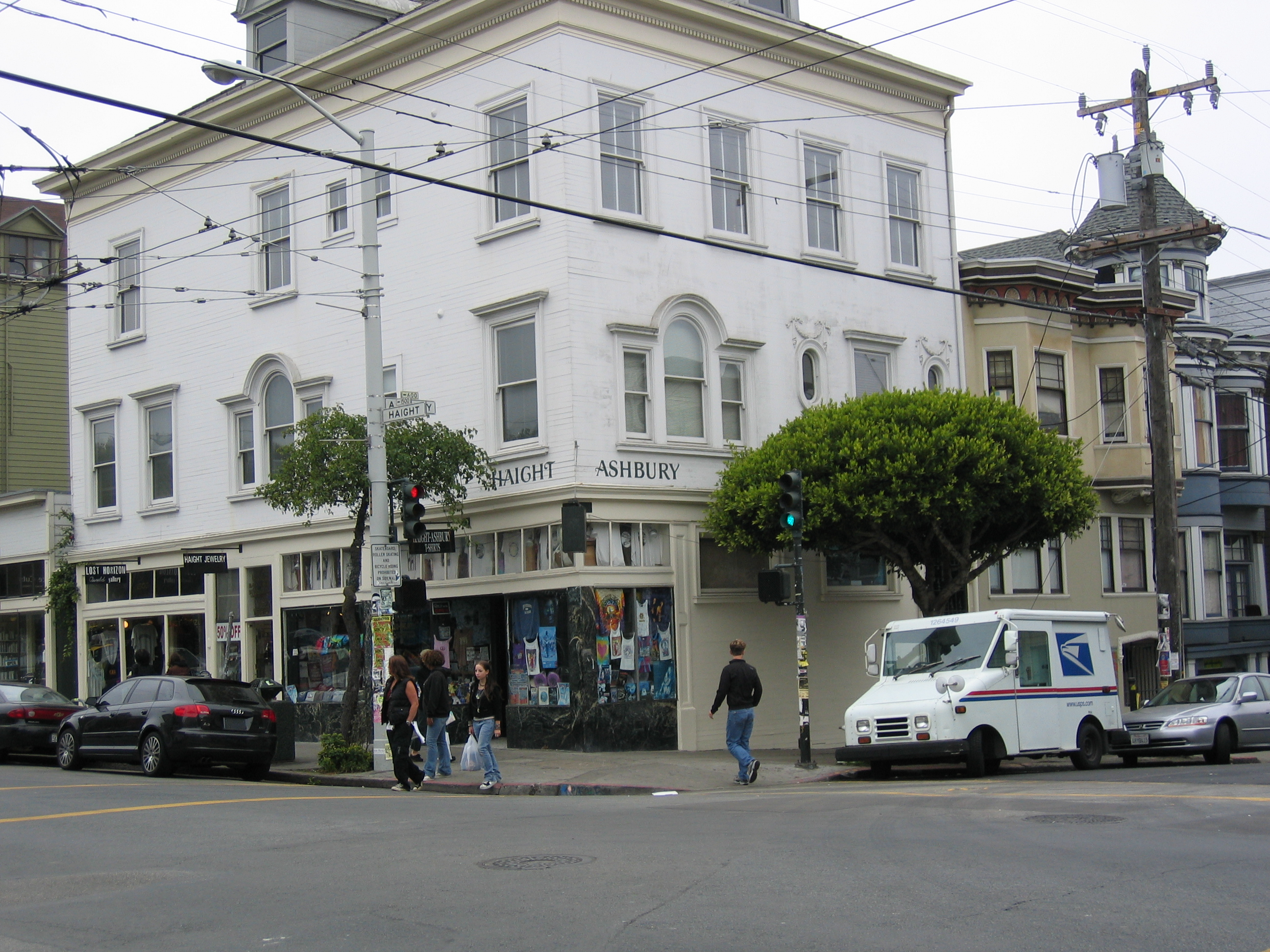
Haight-Ashbury, 2001

Bhaktivedanta Swami Prabhupada (también conocido como "Bhaktivedanta Swami" o "Prabhupada"), un sanniasin del vaisnavismo gaudía y maestro, llegó a Nueva York desde la India en 1965 y "atrapó la poderosa marea creciente" de una contracultura que estaba fascinada con su país de origen y estaba abierta a nuevas formas de "espiritualidad que expanden la conciencia" Después de establecer su primer templo en América, en la 26 Second Avenue en Nueva York, Prabhupada le pidió a uno de sus primeros seguidores, Mukunda Das y a su esposa Janaki Dasi, que abrieran un centro ISKCON similar en la costa oeste de los Estados Unidos.
Mukunda y Janaki se juntaron con algunos amigos de la universidad, los cuales más tarde serían conocidos como Shyamasundar Das, Gurudas, Malati Dasi, y Yamuna Dasi. Haciendo equipo con ellos, Mukunda rentó un escaparate en el barrio de Haight-Ashbury en San Francisco, ciudad que en ese momento se estaba convirtiendo en un punto muy importante para la contracultura hippie, y se quedó a cuidar del nuevo centro en desarrollo.

## Preparación y promoción

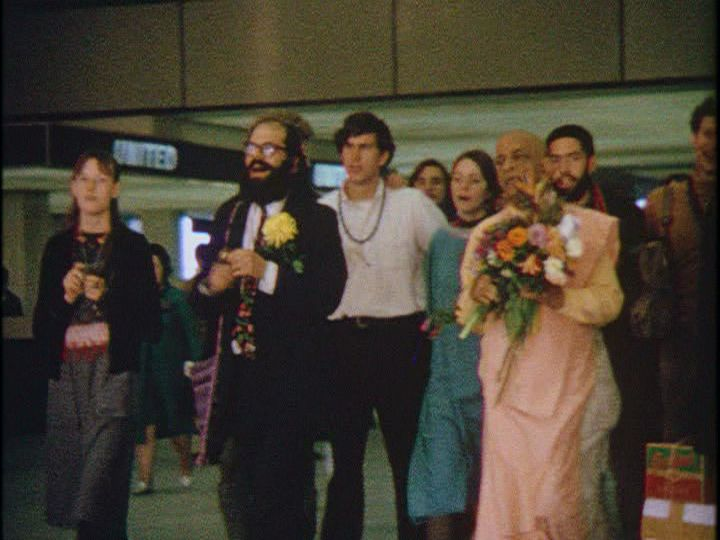
Allen Ginsberg saludando a Prabhupada en el the Aeropuerto de San Francisco, 17 de enero de 1967.

Para recaudar fondos y ganar seguidores para el nuevo templo y popularizar las enseñanzas de Prabhupada entre los hippies y la audiencia contracultural de Haight-Ashbury, el equipo decidió organizar un concierto de rock caritativo en el que invitó a Prabhupada. Las posiciones de vaisnava sannyasi y de sus seguidores de Nueva York, se opusieron a invitar al gurú a un lugar "lleno de guitarras amplificadas, baterías ruidosas, locos espectáculos de luces y cientos de hippies drogados" ya que era inapropiado. Prabhupada aceptó viajar de Nueva York a San Francisco para participar en el evento. Aprovechando que conocían a Rock Scully, el mánager de Grateful Dead y a Sam Andrew, miembro fundador y guitarrista de Big Brother and the Holding Company,  Shyamasundar y Gurudas lograron asegurar que su participación en el concierto fuera caritativa. Cobraron "el mínimo del sindicato de músicos" $250 dólares. Malati Dasi escuchó de casualidada Moby Grape, un grupo relativamente desconocido en esa época, y convenció al resto del equipo en invitar a esta banda para que tocaran en el concierto.
Otra figura contracultural del poeta de beatnik, Allen Ginsberg es un seguidor de Prabhupada, el poeta se había reunido antes con el swami en Nueva York quién lo ayudó a extender su visa estadounidense. A pesar de estar en desacuerdo con muchas de las prohibiciones de Prabhupada, como el prohibir las drogas y la promiscuidad, Ginsberg cantaba en el mantra Hare Krishna que aprendido en la India. Él hizo el mantra parte de su filosofía y dijo que el mantra traía "un estado de éxtasis.". Junto con otras ideologías contraculturales como las de Timothy Leary, Gary Snyder, y Alan Watts, Ginsberg, esperaba incorporar a Prabhupada y el canto de Hare Krishna en el movimiento hippie. Ginsberg aceptó participar en el concierto de Mantra-Rock Dance e introducir al swami a la comunidad hippie de Haight-Ashbury.

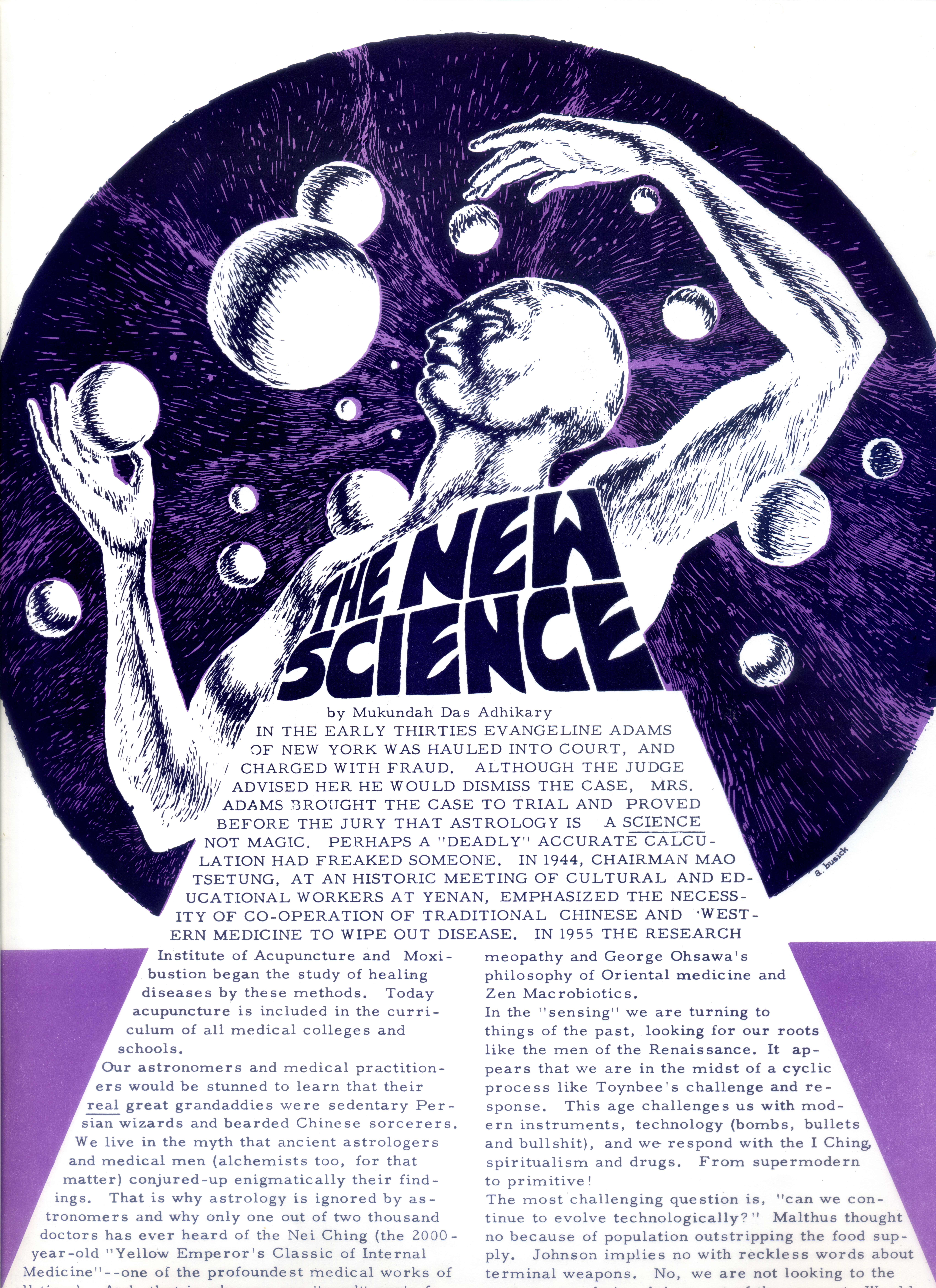
El artículo "La nueva ciencia" en el San Francisco Oracle, enero de 1967

En cuanto a la elección del lugar del concierto, el equipo consideró al Auditorio Filmore, el salón de baile Avalon, pero la decisión final se enfocó al salón debido a que su impresario, Chet Helms, parecía "estar más entusiasmado por el espíritu del concierto" y accedió a que el salón fuera usado para un evento de caridad. El artista Harvey Cohen, uno de los primeros seguidores de ISKCON, diseñó un póster promocional inspirado en Stanley Mouse, con una foto de Prabhupada, detalles del evento y una solicitud de "traer cojines, tambores, campanas y platillos." Para generar interés entre los miembros de la comunidad contracultural de Haight-Ashbury, Mukunda publicó un artículo titulado "La nueva ciencia" en el San Francisco Oracle, un periódico local que se especializaba en temas psicodélicos y de espiritualidad alternativa. Escribió: 

El distrito de Haight-Ashbury va ser honrado próximamente con la presencia de su santidad Swami A. C. Bhaktivedanta, que dará clases diarias en el Bhagavad Gita, discusiones y pláticas, tocará instrumentos, y hará bailes devocionales en un pequeño templo en el vecindario. ... El uso del mantra Hare Krishna por parte del Swamiji ya es conocido en los Estados Unidos. El canto y danza del Swamiji es más efectivo que el Hatha o el Raja Yoga o que escuchar a Ali Akbar Khan.

Ginsberg ayudó a planear y a organizar la recepción de Prabhupada, quién estaba programado para llegar a Nueva York el 17 de enero de 1967. Cuando el Swami llegó al Aeropuerto de San Francisco, entre 50 y 100 hippies lo recibieron con flores y cantando "Hare Krishna" en la sala de espera del aeropuerto. Unos días después el San Francisco Chronicle publicó un artículo titulado "Swami en la tierra hippie" donde Prabhupada respondía a la pregunta: "¿Usted acepta hippies en su templo?" diciendo: "hippies o cualquiera, yo no hago distinciones. Todo el mundo es bienvenido."

## El evento

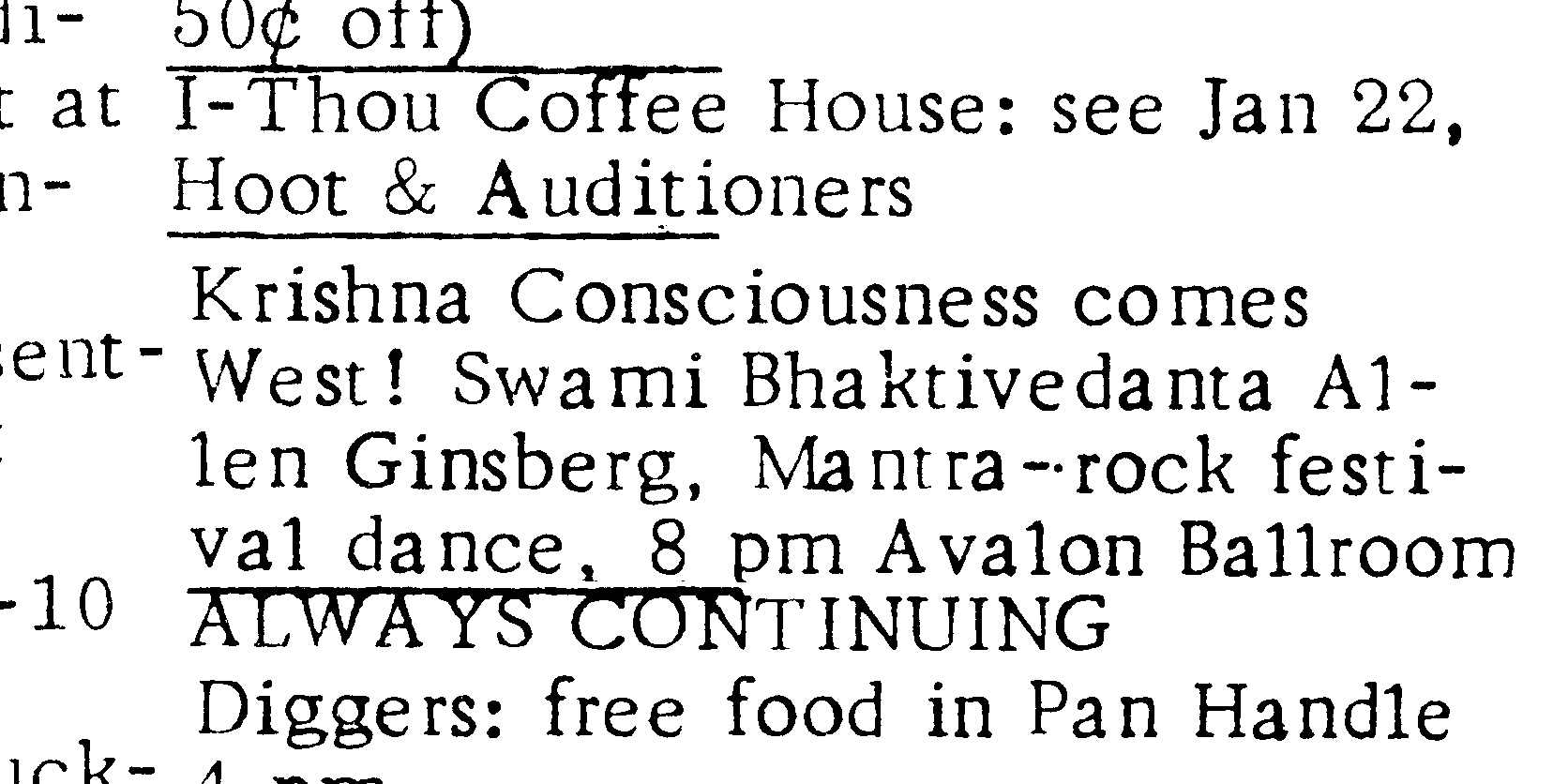
Mantra-Rock Dance listado en el San Francisco Oracle, enero de 1967

Mantra-Rock Dance estaba programado para la tarde domingo del 29 de enero de 1967, un día de la semana que Chet Helms consideraba extraño y que no podría generar una buena asistencia. Se cobraron $2.50 dólares y a pesar de las aprehensiones de los organizadores, para las 8 p. m. cuando el concierto ya había iniciado hubo una audiencia de casi 3,000 personas en el salón Avalon, (ocupando la mitad de su capacidad). A los participantes se les dio prasad, una comida santificada que consistía en rodajas de naranja.  A pesar de la prohibición de las drogas hubo gran consumo, sin embargo, la atmósfera en el lugar era pacífica. En las paredes se encontraban proyectadas las luces estroboscópicas junto con un show psicodélico de luz líquida, las imágenes de Krishna y las palabras del mantra Hare Krishna. Algunos Hells Angels fueron posicionados en la parte trasera del escenario como guardias de seguridad. El biógrafo de Prabhupada Satsvarupa Dasa Goswami describió a la audiencia de Mantra-Rock Dance de la siguiente manera:
Casi todos los que asistieron usaron ropa brillante o indumentaria inusual tales como: vestidos tribales, ponchos mexicanos, kurtas indias, "ojos de Dios", plumas y rosarios. Algunos hippies trajeron sus propias flautas, laúdes, calabazas, tambores, sonajas, cuernos y guitarras. La vestimenta de los Hells Angels, con barba sucia, usando jeans, botas, chamarras de mezclilla y siendo acompañados por sus mujeres, hicieron su entrada cargando cadenas, fumando cigarros y mostrando insignias alemanas en sus cascos, emblemas estampados, etc; todo menos sus motocicletas, las cuales estaban estacionadas afuera.

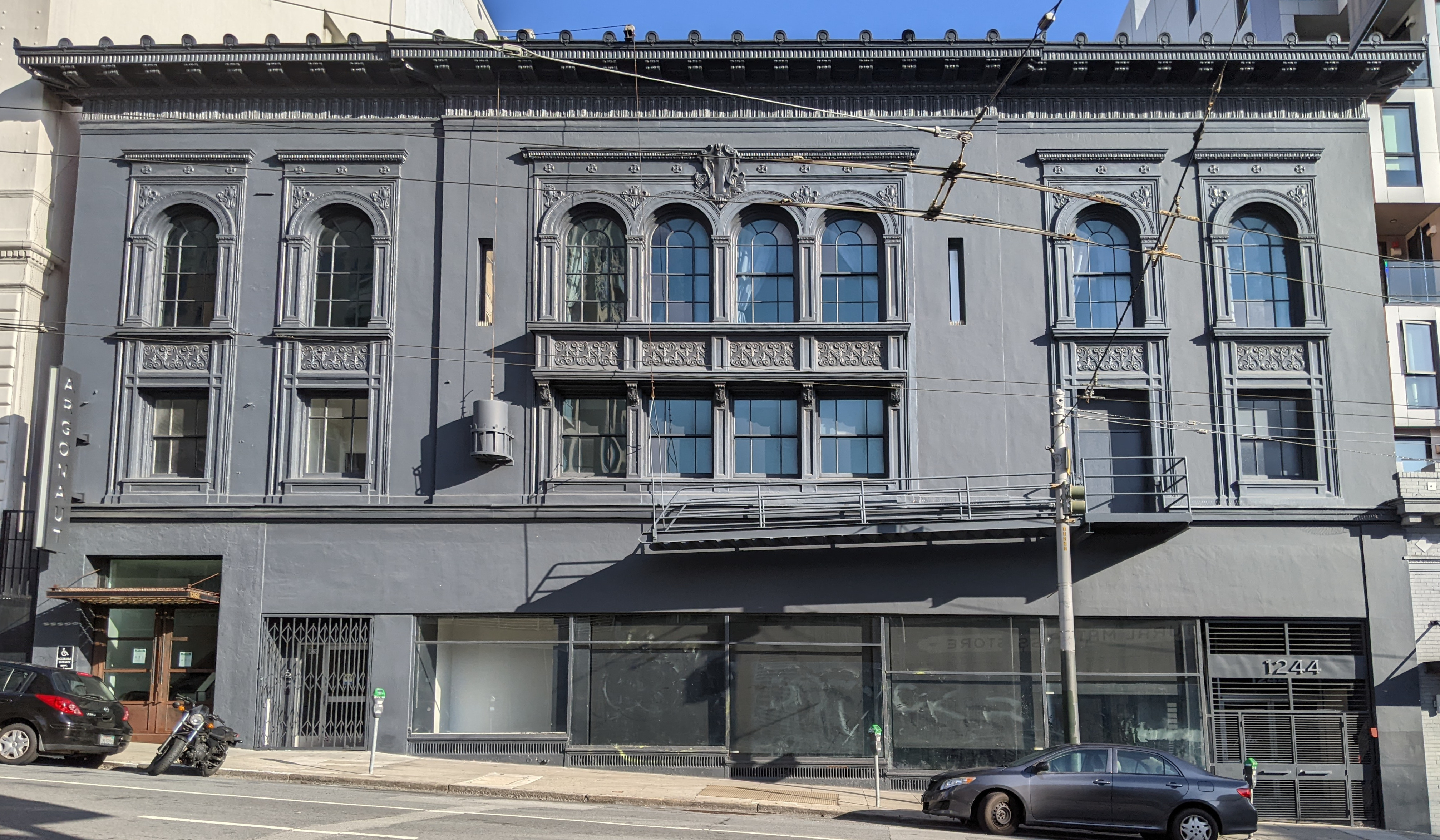
El salón de baile Avalon fue el recinto de Mantra-Rock Dance. Foto: El edificio en 2022

La tarde inició con los seguidores de Prabhupada, los hombres en "vestido de Merlín" y las mujeres en saris, cantando Hare Krishna junto con una melodía India, seguido de Moby Grape. Cuando el swami llegó a las 10 p. m., la multitud de hippies lo saludaron de manera respetuosa con aplausos y aclamaciones. Gurudas, uno de los organizadores del evento describió la entrada como "Entonces Swami Bhaktivedanta entró, se veía como un sabio védico, exaltado y de otro mundo. Mientras avanzaba hacia el escenario, la multitud se separaba y formaba un camino para él, como un surfista montando una ola se deslizó hacia el escenario, se sentó y comenzó a tocar los kartales."
Ginsberg le dio la bienvenida al escenario a Prabhupada y habló de sus propias experiencias cantando el mantra Hare Krishna, tradujo el significado del término sánscrito mantra como "liberación de la mente" y recomendó los kirtans de la mañana en el templo local Radha-Krishna "para aquellos que están saliendo del LSD y quieren estabilizar su conciencia". Llamó a las actividades del templo "un importante servicio comunitario." Introdujo a Prabhupada y le agradeció por dejar su pacífica vida en la India para traer el mantra a Lower East Side, en Nueva York "donde, probablemente, se necesitaba más."
Después de una breve respuesta por parte de Prabhupada, Ginsberg cantó "Hare Krishna" acompañado de la sitar, la tanpura, y batería, pidiendo a la audiencia "sólo déjense consumir por la vibración del sonido y pensamientos de paz." Entonces Prabhupada se levantó y se dirigió a la audiencia en un baile y en un canto, mientras Grateful Dead, Big Brother and the Holding Company, y Moby Grape se unían al canto y acompañaban el mantra con sus instrumentos musicales. La audiencia respondió de manera positiva, tocando los instrumentos que habían llevado y bailando en círculos. El canto grupal continuó por casi dos horas y terminó con las siete oraciones en sánscrito del swami mientras la audiencia se inclinaba al piso. Después de que Prabhupada se fuera, Janis Joplin tomó el escenario, acompañada por Big Brother and the Holding Company, y continuó con el evento con las canciones "The House of the Rising Sun" y "Ball 'n' Chain" más tarde.

## Reacciones y efectos

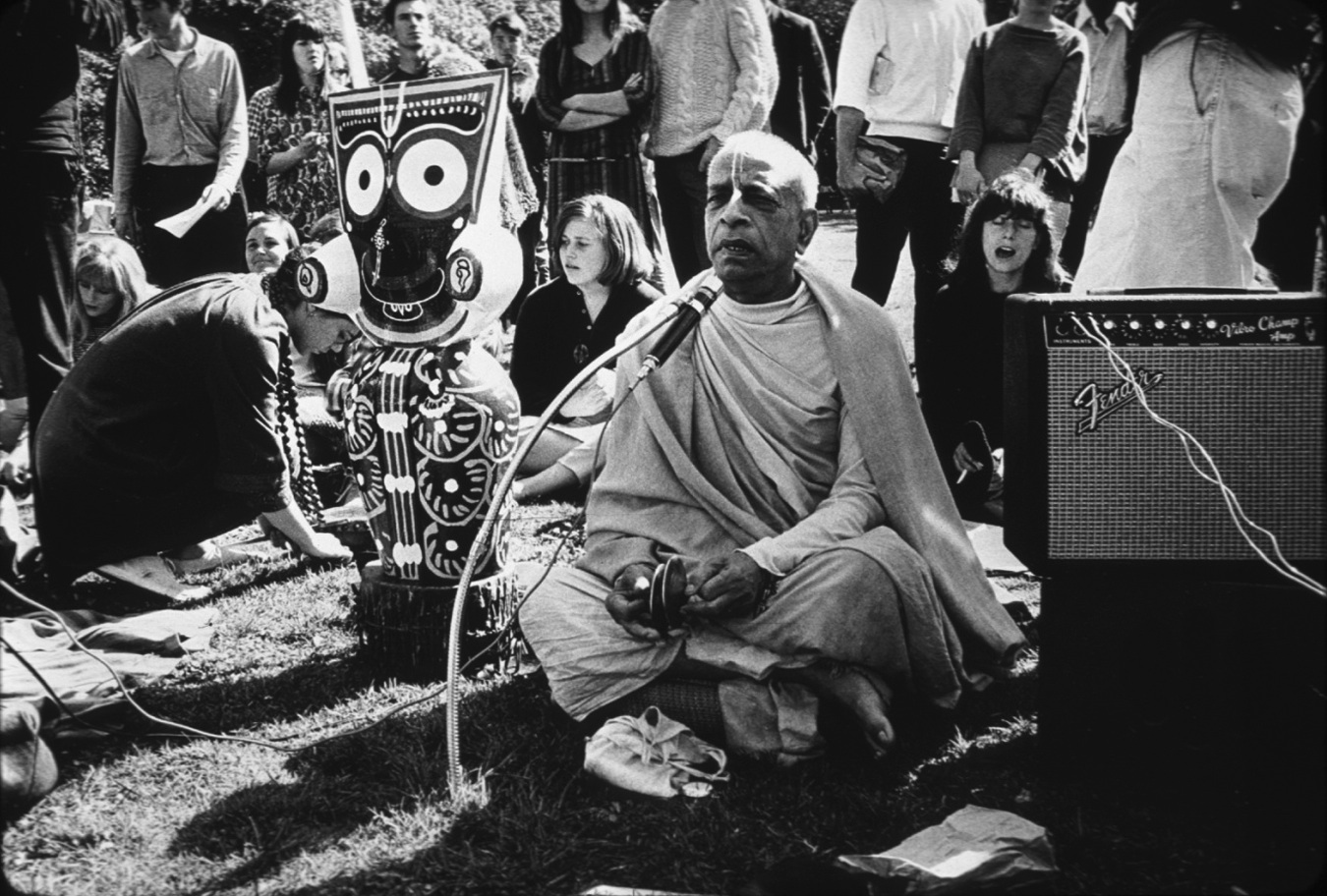
Prabhupada cantando en el Parque Golden Gate, de San Francisco, con una figura de la deidad Jagannath a su derecha. Febrero de 1967.

El pionero del LSD, Timothy Leary  tuvo una aparición en Mantra-Rock Dance junto con Augustus Owsley Stanley III, ambos pagaron su boleto de entrada, su comentario del evento fue "una bella noche". Ginsberg dijo que Mantra-Rock Dance estaba "a la altura del entusiasmo espiritual de Haight-Ashbury, la primera vez que hubo una escena musical en San Francisco donde todo el mundo podía formar parte de ella y participar" los historiadores lo llamaron "the ultimate high" o en español: "el máximo vuelo" y "el evento espiritual más grande de la era hippie de San Francisco."
La presentación de Moby Grape catapultó a la banda en los escenarios profesionales, después del evento, tuvieron conciertos con The Doors en el salón Avalon, tocaron en el primer "First Love Circus" en la Arena Winterland, y firmaron un contrato con Columbia Records.

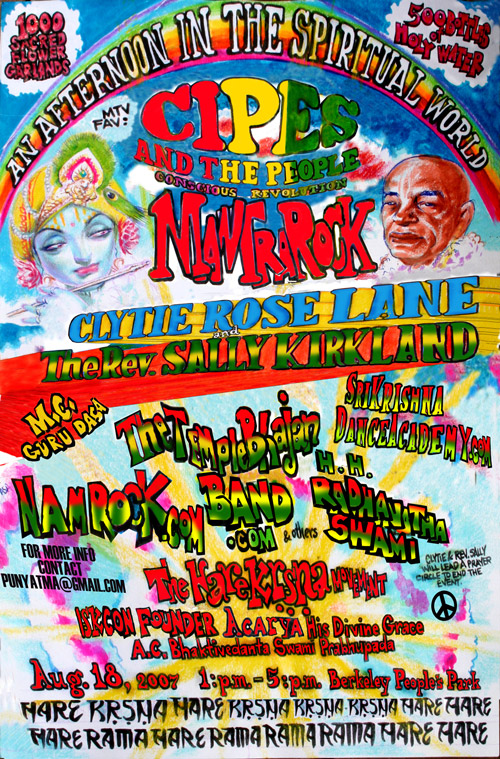
El póster de Mantra-Rock Dance que conmemora su 40 aniversario. agosto de 2007.

Mantra-Rock Dance ayudó a recaudar alrededor de $2,000 dólares para el templo y dio resultado en una afluencia masiva de visitantes a los servicios de la mañana. La aparición de Prabhupada en Mantra-Rock Dance generó tal impacto en la comunidad de Haight-Ashbury, que se convirtió en un héroe de culto para la mayoría de los grupos y miembros sin importar la opinión que tenían sobre su filosofía o restricciones de vida que enseñaba. El mantra Hare Krishna y los bailes fueron adoptados por todos los grupos de contracultura, incluyendo los Hells Angels. Ellos generaron una "comunidad suelta" y reconciliada, y también crearon una alternativa viable para las drogas. Mientras la popularidad del movimiento Hare Krishna en la comunidad de Haight-Ashbury seguía creciendo, la presencia de Prabhupada y sus seguidores cantando y entregando prasad se convirtió en algo normal en eventos locales importantes.
Al mismo tiempo, mientras el grupo principal de sus seguidores continuaban la expansión y formalizaban la disciplina espiritual, Prabhupada hizo nuevas iniciaciones Vaishnava y nombró al templo de San Francisco el "Nuevo Jagannatha Puri" después de introducir a las deidades Jagannath de Krishna. Pequeñas réplicas de estas deidades se convirtieron inmediatamente en un "hit psicodélico" y muchos hippies las usaban alrededor del cuello.
Debido a que Mantra-Rock Dance consiguió que el movimiento Hare Krishna obtuviera mucha atención por parte del público americano, la popularidad de Prabhupada atrajo el interés de los medios de comunicación. Lo más destacable fue una entrevista de la ABC en el programa The Les Crane Show y una lectura sobre la filosofía de la conciencia de Krishna en el programa de radio de Peter Bergman de la estación KPFK. Los seguidores de Prabhupada también hablaron sobre sus actividades en la estación de radio KFRC de San Francisco. El 18 de agosto de 2007, un evento gratuito conmemorando el 40 aniversario de Mantra-Rock Dance ocurrió en el People's Park en Berkeley, California.